# Muthoni Gathecha
Muthoni Gathecha (sinh ngày 8 tháng 4 năm 1962) là một nữ diễn viên người Kenya. Bà đã đóng vai chính trong một số bộ phim truyền hình Kenya.

## Tuổi thơ
Sinh ngày 8 tháng 4 năm 1962, Muthoni là giáo viên và quản trị viên giáo dục tại Đại học Kenyatta. Bà được đào tạo như một nhà tâm lý học tại Đại học Quốc tế Hoa Kỳ.

## Nghề nghiệp
Năm 2013, bà là một trong những nhân vật chính trong phim telenovela Kona của Kenya, Kona. Bà chơi cùng với một dàn hợp xướng gồm Nini Wacera, Janet Sision và Lwanda Jawar. Sau đó, bà trở lại truyền hình vào năm 2014 khi bà đóng vai chính trong Pray và Prey với vai phản diện Margaret, một người mẹ độc ác và bảo vệ con quá mức. Vai diễn mới nhất của bà là trong vở kịch xà phòng, Skandals kibao, trong đó bà đóng vai người mẹ yêu thương của hai bà con gái. Bà đã từng đóng chung với các diễn viên như Avril và Janet Sision. Bà đã xuất hiện trong các bộ phim chủ yếu được sản xuất theo nhượng quyền thương mại phim châu Phi, bao gồm Shortlist, Close Knit Group, Get Me A Job, The Black Wedding, The Next Dean, và I Do.

## Đời tư
Muthoni là mẹ của ba người con. Người con được sinh ra đầu tiên của bà là một nghệ sĩ rap và nhạc sĩ có nghệ danh Mchizi Gaza. Con thứ hai của bà là Rowzah, một nhà thiết kế thời trang. Người con trẻ nhất của bà là Mizen.